# Patty Kempner
Patricia „Patty” Kempner (ur. 24 sierpnia 1942 w Auguście) – amerykańska pływaczka. Złota medalistka olimpijska z Rzymu.
Zawody w 1960 były jej jedynymi igrzyskami olimpijskimi. Złoty medal zdobyła w sztafecie 4 × 100 metrów stylem zmiennym. Amerykańską sztafetę tworzyły również Lynn Burke, Carolyn Schuler i Chris von Saltza. Indywidualnie była siódma na dystansie 200 metrów stylem klasycznym. W 1959 zdobyła srebro igrzysk panamerykańskich na tym dystansie.